# 姫乃木つばさ
姫乃木 つばさ（ひめのぎ つばさ、11月1日 - ）は、日本の元女性声優。主にアダルトゲームに声をあてている。
2021年1月、所属事務所『AG-promotion』通知より2021年3月いっぱいを以って声優業を廃業し、引退をする旨の発表が行われた。2021年3月26日に行われるキャララが公式での配信ものでは最後の出演となる。

## 出演作品
太字は主役・メインキャラクター

### PCゲーム
2014年
- 金髪太郎物語 (深紅)

2015年
- 私立 寝取り学院2 －続・10人の彼氏持ち女子校生を“寝取って激イキ”させろ!－ (久慈 梓)
- 痴漢王 ～淫国の創造者～ (タカコ)
- おっぱいぱいぱい! 平均バスト100cmのハーレム生活 (神楽 凜花)
- 真痴漢王 (桂浜月那)

2016年
- 光翼戦姫エクスティアII (水城佳奈)
- 学園みんなの性処理係 ～ドスケベ奉仕委員会ぱこぱこ活動記録!～ (浮橋 つばめ)
- なまラブ (庵堂 時子)
- 私立 寝取り学院3 －続々・10人の彼氏持ち女子校生を“寝取って激イキ”させろ!－ (阿久津 瑠璃)
- あまいおかし コミックムービー (おねえちゃん)
- エッチなメニューはじめました! ～ヤリマンJKのファミレスご奉仕アルバイト～ (春原 結花)

2017年
- ビッチバトルロワイヤル (野川 怜愛)
- 透けちゃって!! ～九死に一生を得て濃密セカンドライフ～ (不藤 しおん)
- トレジャーハンタークレア ～精液を集める冒険家～ (牧原 幸乃)
- 浮気日和 ―だって彼氏とするより気持ちいいんだもん― (久慈 楓)
- 巨乳ドスケベ学園 ～処女たちの止まらない腰使い～ (瀬川 麗香)
- まほ×ろば -Witches spiritual home- (星川 照)
- ハーレムゲーム2 ～普通じゃない主人公がハーレムを築くファンタジー(?)～  (轟 明日香)
- 寝取られ委員長 幸乃 ～頼まれると断りきれない委員長のHな日常～ (牧原 幸乃)

2018年
- はーれむ村 ～童卒不可避! 子種提供は村の掟です!!～ (如月綾乃)
- まおてん (スライム)
- はるかどらいぶ！ (リュー)
- 僕ママ×友ママ交姦ハメップ性活 ～母性あふれる僕らの巨乳ママたちは背徳に身悶えながら甘えん棒を貪り喘ぐ～ (篠崎 真弓）
- 知らぬ間に淫乱開発されていた最愛彼女～ごめんなさい……でもあなたより全然気持ち良いの～ (宮内 涼音）

2019年
- 白恋サクラ＊グラム (篠原 柚香)
- メス堕ち！巨乳水着妻達とのラブエロスイミング！ (柳瀬 理玖)
- 錬精術士コレットのHな搾精物語　～精液を集める錬精術士～ (レベッカ・コリー)
- はるかどらいぶ! Plus Edition (リュー)
- Little Sick Girls ～幼馴染の恋人～ (愛葉 桃)
- 愛する妻・晴留香が寝取られるわけ ～他の男に抱かれイキ狂う淫乱肢体～ (大石 晴留香)
- Little Sick Girls ～鏡の中のアイドル～ (愛葉 桃)

2020年
- いつまでも息子のままじゃいられない!6 ～巨乳でクールな母さんのおっぱいに抱かれながらたっぷり甘えたいっ!～ (二階堂 千尋)
- Little Sick Girls ～桃蜜は妹の香り～ (愛葉 桃)

### ソーシャルゲーム
- 戦国プロヴィデンス (赤井輝子、秋山虎繁、悪樓、茨木童子、今川義元、英勝院、黒闇天、木葉天狗、ザビエル、天狗、ねね、芳菊丸、布袋、柳生十兵衛、山中鹿之介）

### OVA
- 巨乳ドスケベ学園 上巻 乙女クラブの秘密 (瀬川 麗香）[32]
- 巨乳ドスケベ学園 下巻 目指せ！ハーレムルート (瀬川 麗香）[33]
- 思春期セックス 第1話：思春期セックス (茜）[34]

### 歌
- KDG～きっと！大好き！ぎゅっとして！～  (『巨乳ドスケベ学園 ～処女たちの止まらない腰使い～』 OP)
  - 歌：藤乃理香・姫乃木つばさ
- 透けちゃって！（『透けちゃって!! ～九死に一生を得て濃密セカンドライフ～』OP）
  - 歌：花澤さくら・夢月やみ・姫乃木つばさ・広深香菜
- ここは夢だけで作られた世界（『透けちゃって!! ～九死に一生を得て濃密セカンドライフ～』ED）
  - 歌：夢月やみ・姫乃木つばさ・広深香菜・DJ KING

### イベント
- 美少女ゲームフェア キャララ
  - キャララガールズ（2015年12月18日 - ）

### インターネット番組
- ぷれキャララ！（2015年 - 2018年、ニコニコ生放送）
- キャララBSステーション MC - ※夢月、広深との持ち回りで担当（2016年 - 2018年、ニコニコ生放送）[35]
- 姫乃木つばさのMAKE SOME NOISE! (2018年 - 2019年[36](最終回[37] - 2021年))